# Mory (powiat warszawski zachodni)
Mory – wieś w Polsce położona w województwie mazowieckim, w powiecie warszawskim zachodnim, w gminie Ożarów Mazowiecki. Ma status sołectwa.
Wieś szlachecka położona była w 1580 roku w powiecie warszawskim ziemi warszawskiej województwa mazowieckiego. W 1929 prof. Jan Ruszkowski założył w Morach stację doświadczalną Towarzystwa Ogrodniczego Warszawskiego.
W latach 1975–1998 miejscowość należała administracyjnie do województwa warszawskiego.
Według stanu w 2021 sołectwo liczyło 131 mieszkańców.
W Morach został zbudowany Flyspot – tunel aerodynamiczny symulujący swobodne spadania. Flyspot w Morach wyposażony jest również w symulator samolotu pasażerskiego Boeing 737-800NG.